# Anurolimnas fasciatus
La polluela barreada, polluela barrada o burrito grande (Anurolimnas fasciatus) es una especie de ave gruiformes de la familia de las rállidas.

Su hábitat natural  son los bosques húmedos, matorrales, y zonas previamente boscosas ahora muy degradadas en Brasil, Colombia, Ecuador y Perú.